# Rito parigino

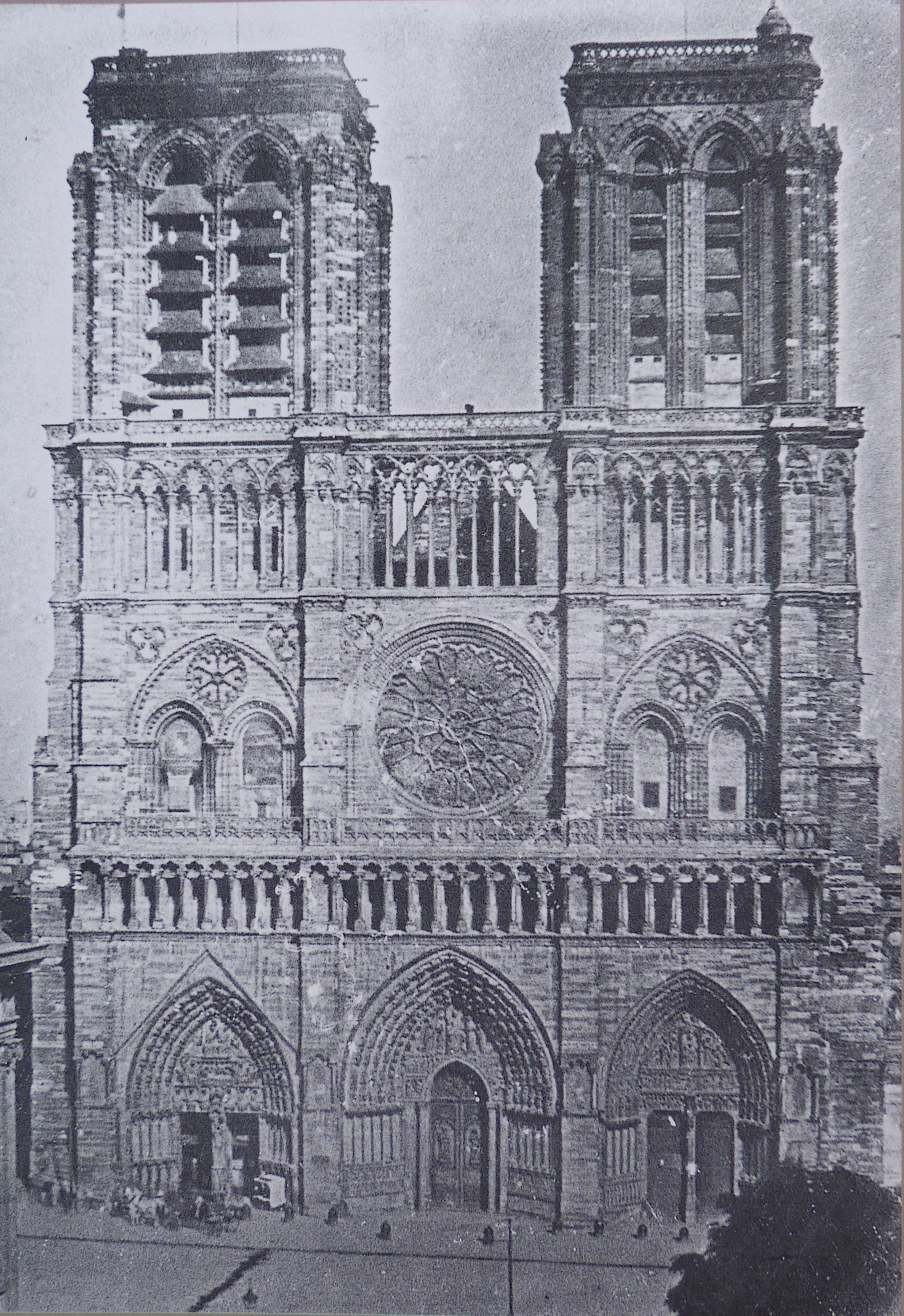
Dagherrotipo della cattedrale di Notre-Dame de Paris datato attorno al 1841, poco prima della soppressione dei dettagli neo-gallicani dalla liturgia della capitale.

Il rito parigino o rito di Parigi è una variante del rito romano-gallicano in uso a Parigi, con varie oscillazioni, dal IX fino al XIX secolo. Sebbene non sia più in uso, sostituito nel corso del 1800 dal rito romano tridentino, alcuni dettagli del suo breviario sembrano aver fornito spunto ai riformatori del Concilio Vaticano II.
In Italia, Carlo II d'Angiò tentò d'imporre la liturgia romano-gallicana, nelle forme del rito di Parigi, nella basilica di San Nicola di Bari, donando attorno al 1296 oggetti liturgici, paramenti sacri e libri ad usum parisiensem e richiedendo che l'Ufficio divino fosse recitato e cantato «secundum ordinem Parisiorum Ecclesiae per libros quos eidem Ecclesiae (S. Nicolai) dedimus»; la presenza presenza di otto manoscritti liturgici romano-gallicani (sui ventitré donati dal Re) a Bari attesta questi tentativi.

## Storia
Gli antichi riti gallicani scomparvero attorno al IX secolo, allorché Carlomagno impose la romanizzazione delle pratiche cultuali del suo regno. Malgrado ciò, alcuni aspetti ne sopravvissero come particolarismi locali delle varie diocesi. Sono queste le origini del rito parigino, che si inserisce dunque nel filone dei riti liturgici romani "gallicanizzati" mediante l'inserimento di elementi gallicani e, successivamente, neo-gallicani, in un breviario e un messale essenzialmente romani.
Prima del XV secolo, gli antichi manoscritti dei breviari e messali parigini erano conservati in cattedrale. I sacerdoti che ne avevano bisogno li tracopiavano dagli originali e conservavano le copie nelle loro chiese. Il salterio era distribuito nei sette giorni della settimana, e le lezioni della Sacra Scrittura in tutti i giorni dell'anno. Non erano previsti inni.
La prima edizione a stampa di questi libri ebbe luogo durante l'episcopato di Louis de Beaumont (1473-1492). La revisione e l'edizione furono affidate a Jean Le Munérat che diede alle stampe il breviario nel 1479 e il messale nel 1481.
Nel 1583, il vescovo di Parigi, Pierre de Gondi, fu sollecitato ad adottare il breviario romano che il re Enrico III aveva introdotto nella sua cappella. Ma il capitolo di Parigi, s'appoggiava alla bolla Quo primum di papa Pio V per mantenere i riti propri della diocesi. Farà quindi correggere il breviario in qualche punto e pubblicherà nel 1584 il Breviarium insignis Ecclesiae Parisiensis restitutum ac emendatum. Il messale fu pubblicato nel 1585, conservando nella loro completezza i riti di Parigi.
Desideroso di continuare l'opera di perfezionamento iniziata dai suoi predecessori e pressato inoltre dalla necessità di far ristampare i libri della sua diocesi, l'arcivescovo di Parigi Charles de Vintimille promulgò il Breviarium parisiense (1736) e il Missale parisiense (1738). Questi libri si diffusero ampiamente nelle diocesi francesi, e la loro influenza si fece sentire anche molto lontano dall'Île-de-France, contribuendo alla propagazione delle usanze neo-gallicane nel corso dell'ultimo secolo di regno dei Borbone di Francia. Nel  1791 80 diocesi francesi avevano i loro libri liturgici, il 45% delle diocesi aveva adottato testi ricalcati sul breviario e sul messale di monsignor de Vintimille. Anche Lione aveva adottato i libri parigini. Pertanto nel Concilio nazionale del 1797 fu stabilito di uniformare la liturgia di tutte le diocesi, rendendo i testi parigini gli unici per tutto il regno. Prima di tale data alcune diocesi, fra cui l'arcidiocesi di Rouen, adottavano il Breviarium ecclesiasticum di Urbain Robinet (1729), altre, fra cui la diocesi di Amiens avevano un breviario proprio (1746) di tendenza antigiansenista. Ad Amiens le collette del rito romano era state eliminate in quanto sembravano esagerare in senso agostiniano la grazia efficace.
Il Messale di monsignor de Vintimille osservava l'antico lezionario del rito romano e la maggior parte degli introiti, ma prevedeva per le ferie di mercoledì e venerdì messe con epistola e vangelo diversi da quelli della domenica. Nell'arcidiocesi di Auch l'arcivescovo Jean-François de Chastellard de Montillet de Grenaud aggiunse al Messale prefazi propri oltre a quelli parigini per San Giovanni Battista e per i santi Angeli: per l'Avvento, per la Missa in coena Domini, per il Santissimo Sacramento, per San Dionigi, per tutti i Santi e per il matrimonio.
Il breviario, che era stato elaborato dal predecessore arcivescovo Louis-Antoine de Noailles fu sospettato di giansenismo e pertanto la Santa Sede richiese prima la sospensione del suo utilizzo e poi lo consentì con una decina di modifiche, tra cui la reintroduzione di alcune strofe eliminate dall'inno Ave maris stella.  Una riforma delle rubriche del messale fu promulgata ancora nel 1830 da monsignor de Quélen.
Nel corso del XIX secolo l'arcidiocesi tornò gradualmente al rito romano, abbandonando gli elementi neo-gallicani che, moltiplicatisi, erano diventati dal Settecento una manifestazione più o meno esplicita di adesione al gallicanesimo, piuttosto che di attaccamento alla tradizione.
Nel corso delle revisioni, le letture storiche del Breviarium parisiense furono riviste in maniera da evitare le leggende infondate, e il Messale fu riadattato in modo che proponesse delle scelte delle Epistole e dei Vangeli per i mercoledì e i venerdì di ogni settimana dell'anno. Alcune prescrizioni del rito di Parigi non sembrano aliene rispetto a quelle adottate per la Chiesa cattolica universale con la riforme liturgiche del rito romano perseguite nel corso del Novecento: ad esempio, il breviario di Parigi distribuiva il salterio su tutte le ore canoniche della settimana e cantava nove lezioni a mattutino, secondo la medesima impostazione che adotterà papa Pio X per la riforma del breviario romano del 1911.
Inoltre, il messale parigino - come la maggior parte dei messali francesi - proponeva una varietà di prefazi e di orazioni. L'incrocio di testi e formulari del Messale romano di Paolo VI proviene molto frequentemente da queste liturgie neo-gallicane.
L'ultimo impiego dell'"antico" rito parigino, considerato già allora un fatto eccezionale ed una reviviscenza di un uso passato, avvenne a Notre-Dame il 28 maggio 1964, poco prima della grande riforma liturgica conciliare del Vaticano II, nel contesto delle celebrazioni per l'ottavo centenario della cattedrale.
Oggi, nell'arcidiocesi parigina, le messe cattoliche sono celebrate normalmente seguendo il messale postconciliare di Paolo VI in lingua vernacola, mentre le messe cattoliche in latino seguono, il più delle volte, il messale tridentino di Pio V oppure, più raramente, lo stesso messale di Paolo VI nella sua versione latina: si esclude pertanto, nella prassi, l'impiego del rito parigino.

## Il Requiem nel rito parigino

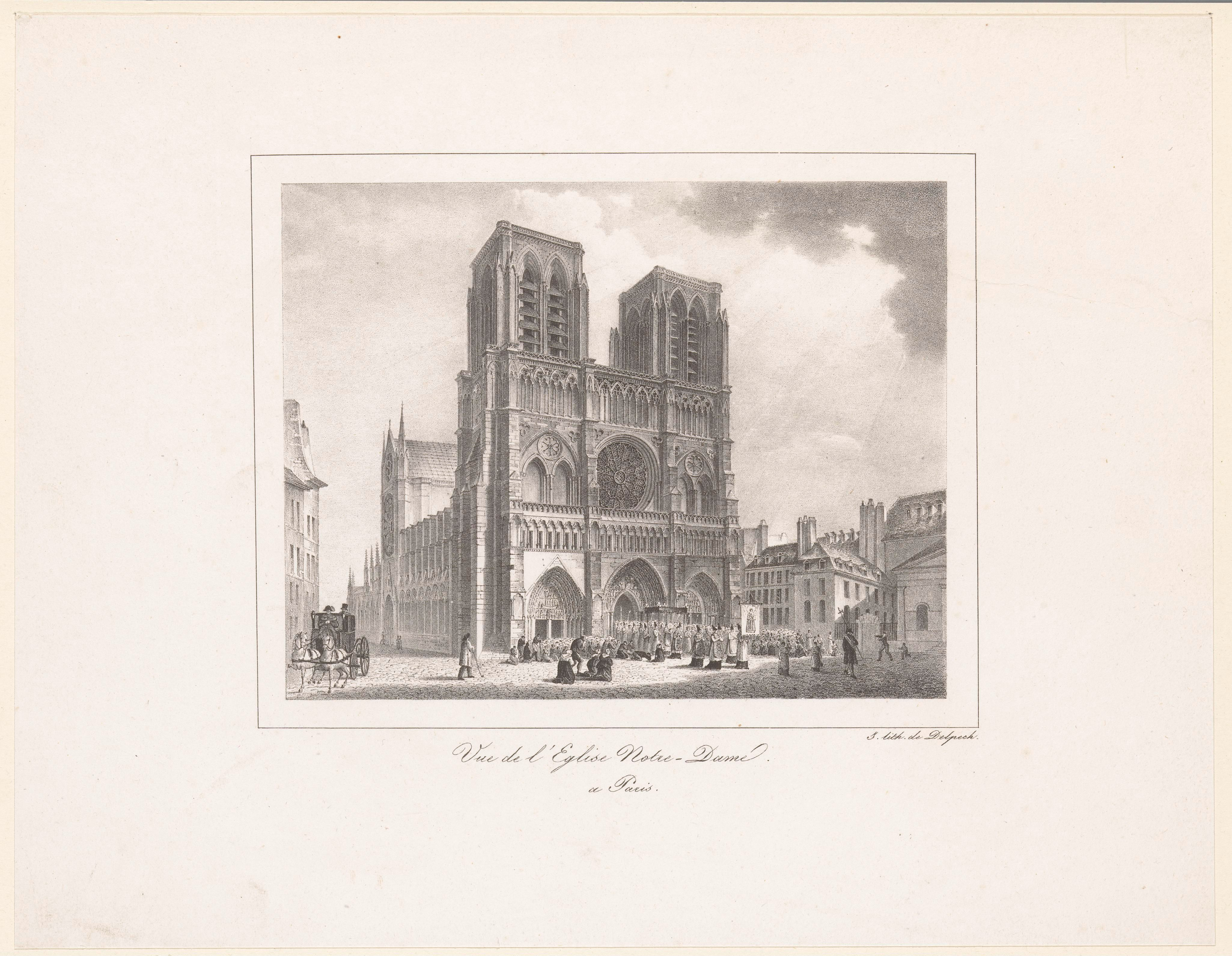
Una processione esce dalla cattedrale di Notre-Dame, in un disegno del 1820-21.

Il rito parigino ha una Messa per i defunti che presenta alcune differenze con il Requiem del rito romano:
- una lieve variazione di testo nell'introito: Exaudi Deus orationem meam al posto di Exaudi orationem meam;
- differenza nel graduale;
- omissione del Dies Irae;
- cinque differenze di testo nell'offertorio Domine Jesu Christe.

Attraverso le composizioni musicali francesi si può ricostruire l'effettiva diffusione del Requiem parigino lungo i secoli: non mancano esempi di commistione fra i due messali. Tracce del messale parigino sono ancora presenti nei Requiem della fine del XVIII secolo e dell'inizio del XIX secolo..